# Arcidiecéze Fermo
Arcidiecéze Fermo (latinsky Archidioecesis Firmana) je římskokatolická metropolitní arcidiecéze v italských Markách, která tvoří součást Církevní oblasti Marche.  V jejím čele stojí arcibiskup Rocco Pennacchio, jmenovaný papežem Františkem v roce 2017.

## Stručná historie
Diecéze ve Fermu vznikla podle tradice již ve 3. století a je spojována s mučedníky Alexandrem a Filipem, kteří jsou však historicky těžko doložitelní. První biskup je doložen až na sklonku 6. století. Roku 1589 byla povýšena na metropolitní arcidiecézi. 